# کیولوادیا
کیولوادیا (به لاتین: Kiulewadiya) یک منطقهٔ مسکونی در سری‌لانکا است که در استان مرکزی (سری‌لانکا) واقع شده‌است.